# Lotfi Bel Hadj
Pour les articles homonymes, voir Bel Hadj.
Ne doit pas être confondu avec Lotfi Belhaj.
Lotfi Bel Hadj, né le 19 juin 1964 à Saint-Denis, est un essayiste, économiste de formation et homme d'affaires franco-tunisien.

## Biographie
Son père, algérien, est ouvrier dans une usine de pièces automobiles, Sa mère est tunisienne, de la région d'El Hamma à Gabès. Il est le neveu de Moncef Marzouki,. Il est lui même père de quatre enfants.
Ancien auditeur de l'Institut des hautes études par les sciences et la technologie, Lotfi Bel Hadj est diplômé de l'Institut d'études islamiques de Paris et a présidé l'Observatoire économique des banlieues.

### Loge maçonnique Abd El Kader
Franc-maçon du grade 33, le plus haut degré en franc-maçonnerie, Lotfi Bel Hadj est le fondateur de la loge maçonnique Abd El Kader, au sein de la Grande Loge nationale française (GLNF). La loge est présentée comme proche du pouvoir politique, institutionnel ainsi que des milieux d'affaires et des réseaux d'influence.

## Entrepreneur
En 2010, il s'associe avec Emmanuel Drujon pour fonder Greenrock Funds, un fonds d'investissement basé à Luxembourg et destiné aux énergies renouvelables, aux matières premières et aux métaux.
Il est également le fondateur du groupe Alternative Carbon, un groupe spécialisé dans la compensation carbone en Afrique et le président du fonds Digital Big Brother.
Il est aussi connu, notamment depuis les affaires médiatisées sur le PSG, comme un homme d'influence en Afrique et au Moyen-Orient. Les médias et les milieux de pouvoir africain l'ont surnommé le « Faiseur de présidents »,.
En 2011, dans un contexte post-révolutionnaire en Tunisie, Lotfi Bel Hadj annonce sa volonté de créer un fonds d'investissement éthique et solidaire.

### UReputation
Lotfi Bel Hadj est le fondateur de l'agence de réputation UReputation, spécialisée dans le lobbying en ligne et qui comptait 75 employés en Tunisie seulement. Certaines des opérations mises en œuvre ont fait l'objet de polémiques, dont l'« opération Carthage »,.
À la suite d'une enquête du laboratoire de recherche américain Digital Forensic Research lab (DFRLab), le 9 juin 2020, Facebook ferme 446 pages et 96 groupes administrés sur le réseau social par UReputation, sa société de marketing numérique, arguant du fait qu'ils visaient à peser, au prix d'infox, sur des élections en Afrique francophone.
L'entreprise comptait comme clients : le Paris Saint Germain, Optic 2000, Smovengo, les présidents Henri Konan Bédié et Faure Gnassingbé, ainsi que le magnat et candidat aux élections tunisiennes Nabil Karoui.

### Procès contre Facebook
En février 2022, Jean-Baptiste Soufron, avocat spécialisé dans les libertés publiques et numériques et premier directeur juridique de la Fondation Wikimédia, fait savoir par voie de presse, en tant qu'avocat de UReputation, qu'il attaque Facebook sur la base, notamment, de violation des données personnelles. Le réseau social aurait en effet communiqué des données personnelles à l'Atlantic Council, mais aussi à des États, ce qui est considéré comme illégal du point de vue de la vie privée.
La justice tunisienne, entre autres pays, se saisit aussi de l'affaire, soupçonnant Facebook d'avoir utilisé illégalement les données personnelles des employés de l'entreprise tunisienne. Selon Business News, d'après un rapport émanant d'un expert mandaté par la justice tunisienne, Ureputation a subi un préjudice s'élevant à quatorze millions de dinars (soit plus de quatre millions d'euros),.
Le procès débute le 1er juin en Tunisie devant la 23e chambre du tribunal de première instance de Tunis ; Lotfi Bel Hadj est défendu par le cabinet britannique Charles Russell Speechlys.

### Affaire PSG
En 2018, c'est UReputation qui gère les missions d'influences pour le Paris Saint-Germain Football Club (PSG). En octobre 2022, Mediapart, sur la base de documents saisi lors d'une perquisition, révèle que l'entreprise Digital Big Brother, mandatée par le PSG, a créé une armée numérique dans le cadre d'opérations d'influence. Selon le média, 10 % des comptes pilotés étaient réputés « influents », faisant de ces comptes des outils de relai et de contre feu entre autres. Toujours selon Mediapart, l'opération est réalisée de 2018 à 2020,.
Selon un spécialiste tunisien de la communication politique, pour le média tunisien Business News, au sujet des agences de e-réputation ayant pignon sur rue : « Les agences de communication, surtout françaises, n'apprécient pas de voir un franco-tunisien prendre leurs parts sur le marché de la communication en Afrique et voient Bel Hadj comme quelqu'un qui empiète sur leur pré-carré »,.

## Activités en Tunisie
En 2005, il essaye de travailler en Tunisie, mais des proches du président Zine el-Abidine Ben Ali s'y opposent. Ses sociétés sont confisquées et il est interdit d'entrée sur le territoire tunisien. Après le départ de Ben Ali, il se rapproche du parti islamiste Ennahdha,.
Le 12 mars 2019, sa fondation organise à Tunis un colloque sur la communication politique avec la participation d'experts comme Thierry Saussez (ancien conseiller de Jacques Chirac et Nicolas Sarkozy) et Marc Bousquet (spécialiste en communication institutionnelle et en politique auprès de dirigeants africains et français),, entre autres.
Les 28 et 29 juin 2019, la Fondation LBH, reconnue d'utilité publique en Belgique, met en place l'initiative Tunis Process en partenariat avec l'Institut de recherche Dialogue des civilisations (DOC) et l'Al Jazeera Center for Studies (AJCS). Tenue sous le haut patronage de la présidence de la République tunisienne, cette initiative vise à explorer le thème « Islam et Europe : surmonter les différences, partager les chemins », à travers une série de débats réunissant des experts internationaux dont Jean-Christophe Bas, le PDG de DOC.
Si, d'après Jeune Afrique, Lotfi Bel Hadj est en 2019 en pourparlers avec Tahya Tounes, le nouveau parti politique du chef du gouvernement tunisien Youssef Chahed, pour une collaboration éventuelle en vue des échéances électorales à venir, le même média revient en février 2022 avec de nouvelles informations selon lesquelles l'homme d'affaires était en réalité sollicité par la majorité des candidats potentiels. Toujours, selon Jeune Afrique, c'est finalement avec le candidat Nabil Karoui, président du parti Au cœur de la Tunisie, qu'il officialise une prestation de conseil dans le contexte de l'élection présidentielle de 2019.

## Affaire Tariq Ramadan
Dans le cadre de l'affaire Tariq Ramadan, il soutient activement l'islamologue : « Tariq Ramadan est l'exemple type de quelqu'un qui a redonné de l'honneur aux musulmans, que cela plaise ou non ». Selon le journaliste du quotidien suisse Le Temps, avec Le Muslim Post, dont le rédacteur en chef est Yunes Bel Hadj, le fils de Lotfi Bel Hadj, ce dernier « dispose d'un précieux canal d'influence ». En 2018, Lotfi Bel Hadj a recommandé le remplacement de Me Yassine Bouzrou par Me Emmanuel Marsigny pour assurer la défense de Tariq Ramadan,.
Dans une interview accordée à la Tribune de Genève le 28 avril 2018, Lotfi Bel Hadj déclare : « Ce n'est pas Tariq Ramadan que je défends. C'est la présomption d'innocence et les musulmans ».
Le 9 mai, Tariq Ramadan prend officiellement la décision de retirer de sa défense l'ancien bâtonnier, Marc Bonnant. Ce dernier soupçonne plutôt Lotfi Bel Hadj d'être à la manœuvre et de « représenter d'autres intérêts » : « Depuis quelque temps, un Franco-Tunisien appelle des journalistes pour leur dire qu'il faut changer les équipes qui défendent Tariq Ramadan. Je ne connais pas ce monsieur. Je ne sais pas ce qu'il représente ».
En mai 2020, Emmanuel Marsigny est évincé de la défense de Tariq Ramadan, alors qu'il avait réussi à le faire sortir de prison en novembre 2018 (contre une caution) après plusieurs mois de détention préventive. Par ailleurs, la multiplication des mises en examen de Tariq Ramadan peut expliquer ce choix : en effet, lorsqu'il était défendu par Me Yassine Bouzrou, Tariq Ramadan était mis en examen dans le cadre de deux procédures. Depuis son changement d'avocat, il est confronté à plusieurs autres accusations de diverses plaignantes et mis en examen dans cinq affaires. Deux avocats sont donc désormais chargés du dossier : il s'agit de Nabila Asmane et Ouadie Elhamamouchi. Conformément au souhait de Ramadan, ils adoptent une défense plus politisée. Ce dernier finit par ne plus le soutenir.

## Prises de position
À propos de la discrimination positive, Lotfi Bel Hadj affirme que le principe de cette forme de discrimination est « un concept d'inspiration raciste ». En 2015, dans le contexte du plan de François Hollande visant à relancer l'économie des quartiers, il déclare à la presse que le principe de discrimination positive « serait reconnaître que la République Française serait raciste ».
Sur le développement économique de la Tunisie, dans le contexte post-révolutionnaire en 2011, il déclare : « Le développement économique de la Tunisie ne se fera que sur de nouvelles bases : pas sur des principes FMistes, pseudo-démocratiques et ultralibéraux ».

## Ouvrages
- L'Économie nomade, Boulogne-Billancourt, Talleyrand.
- Trop Français ou Français de trop ?, Paris, Pharos/Jacques-Marie Laffont, 2007, 303 p. (ISBN 978-2-7569-0086-5).
- L'Afrique et son capital carbone : la forêt au secours de la planète, Paris, Res publica, 2011, 152 p. (ISBN 978-2-35810-091-5).
- La Bible du halal, Paris, Éditions du Moment, 2015, 207 p. (ISBN 978-2-35417-333-3).